# 盛り髪
盛り髪（もりがみ）は女性の髪型の一種。その名の通り髪をゴムやヘアピン、ヘアスプレーを用いて結ったり巻き上げたりすることで頭髪を大きく「盛った」髪型を指す。「盛り」は嵩増しを意味する言葉である。2005年頃から見られる髪型で、当初は水商売やキャバクラ嬢のファッションとして認知されたが、近年はギャルカルチャーの一つとして10代～20代の女性にも広まっている。

## 概要
盛り髪の初出は『小悪魔ageha』で、当初は巻き髪の一種とされた。
毛先に段差をつけたレイヤーによって軽さを出し、大きな緩めのカールをつける「名古屋巻き」が原型で、巻き方が派手で技巧的になるにつれて、盛り髪と呼ばれるようになった。髪を盛ることで髪をきらびやかにして地味な服を映えさせる、顔を小さく華奢に見せるといった効果がある。

## 種類
盛り髪には大きく分けてアップ（上向きに盛ること）とダウン（下向きに盛ること）の2種類があり、更にかぶせ、カール、ストレート、内巻き、外巻き、ミックス巻きなどさまざまなバリエーションがある。またその呼称も「ストレートハーフアップ」などのベーシックな呼び名から、『小悪魔ageha』などの媒体によって名づけられた「嬢王Aライン」「スジトサカロッキンオンJAPAN」など過剰に装飾的なネーミングもある。
ショウアップ用にうずたかく盛られた髪型を特にメガ盛りと呼ぶ。これまでに「昇天ペガサスMIX盛り」「トルネード花魁アップ」「京都どすえ盛り」などのメガ盛りが『王様のブランチ』などで発表されており、同番組ではしのえみが体験している。
ヘアメイク事務所・ゴールドシップカンパニーが編み出した盛り髪「リボンがいっぱいワタシがプレゼント盛り」は『なるほど!ハイスクール』で紹介された。これは高橋みなみ（AKB48）に施され、世界一大きなメガ盛り（ビッグサイズの盛り髪）として認定されている（高さ1メートル）。

## 盛り師
盛り髪には一般的なヘアセットとは異なる技術が必要で、特に「盛り髪」を専門にした美容師のことを盛り師と呼ぶ。本来は美容師がその仕事の一つとして盛り髪の仕事をする場合がほとんどだったが、最近は自ら盛り師を名乗るスタイリストも増えつつある。